# معجم حروف المعاني في القرآن الكريم
معجم حروف المعاني في القرآن الكريم كتاب يختص بدراسات علوم القرآن الكريم صنفه محمد حسن الشريف وطبع سنة 1996م، من منشورات مؤسسة الرسالة.

## وصف المعجم
يقع هذا المعجم في ثلاثة مجلدات:
- الأول: مخصص لحرف الهمزة فحسب وينتهى عند صفحة 449

- الثاني: يغطى الحروف من الباء حتى اللام وينتهى عند صفحة 960

- الثالث: من حرف الميم وحتى الياء وينتهى بصفحة 1475

وأهم ما في هذا المعجم أنه لم يقتصر على مجرد الفهرسة والإحصاء لحروف المعاني الواردة في القرآن الكريم، وإنما ضم إلى ذلك تحديد دلالة كل منها في سائر مواضع ورودها بالقرآن الكريم.

## المحتويات
ورد في المعجم 112حرفاً من حروف المعاني الواردة في القرآن الكريم. وهذه الحروف تنقسم خمسة أقسام:
1. حروف المعاني مثل: في، وعلى، ونعم، وهمزة الاستفهام، والسين؛ وعددها نحو ستين.
2. أسماء نحو: أين، وكيف، وغير، وما الموصولة، وما الاستفهامية؛ وعددها نحو 17.
3. حروف البناء الصرفي مثل ألف التأنيث المقصورة، وألف التأنيث الممدودة، وألف جمع المؤنث.
4. حروف الدلالة النحوية مثل: الألف والواو والياء الدالّة على الحالات الإعرابية في الأسماء الخمسة، والمثنى، وجمع المذكر السالم.
5. ألف التثنية كما في (يفعلان) وهي الفاعل.